# International Hockey League 2018/19
Die Saison 2018/19 ist die zweite Spielzeit der supranationalen International Hockey League mit Clubs aus Slowenien, Kroatien und Serbien.

## Teilnehmer
Die Clubs aus Bled und Maribor zogen sich aus der IHL zurück und spielen nur noch in der slowenische Eishockeyliga. Ebenso zog sich HK Playboy Slavija aus Ljubljana zurück und wurde durch seine Nachwuchsclub HK Slavija Juniors ersetzt.
| Land      | Mannschaft         | Stadt     | Heimarena             | Kapazität |
| --------- | ------------------ | --------- | --------------------- | --------- |
| Slowenien | HK ECE Celje       | Celje     | Mestni Park Celje     | 0800      |
| Slowenien | HK Slavija Juniors | Ljubljana | Ledena dvorana Zalog  | 1.200     |
| Slowenien | HK Triglav         | Kranj     | Arena Zlato Polje     | 0800      |
| Kroatien  | KHL Medveščak II   | Zagreb    | Dom športova          | 6.358     |
| Kroatien  | KHL Mladost        | Zagreb    | Dvorana Velesajam     | 1.000     |
| Kroatien  | KHL Zagreb         | Zagreb    | Dvorana Velesajam     | 1.000     |
| Serbien   | SKHL Roter Stern   | Belgrad   | Ledena dvorana Pionir | 2.000     |
| Serbien   | HK Vojvodina       | Novi Sad  | Ledena dvorana SPENS  | 1.623     |

## Hauptrunde
| Pl. | Mannschaft        | Sp | S  | SNV | NNV | N  | T       | Diff. | Pkt. |
| --- | ----------------- | -- | -- | --- | --- | -- | ------- | ----- | ---- |
| 1.  | SKHL Roter Stern  | 28 | 24 | 1   | 0   | 03 | 163:046 | +117  | 74   |
| 2.  | HK Triglav        | 28 | 16 | 0   | 3   | 09 | 117:076 | +041  | 51   |
| 3.  | KHL Zagreb        | 28 | 13 | 2   | 3   | 10 | 133:138 | −005  | 46   |
| 4.  | HK Slavija Junior | 28 | 12 | 4   | 2   | 10 | 105:085 | +020  | 46   |
| 5.  | HK ECE Celje      | 28 | 13 | 2   | 0   | 13 | 115:113 | −002  | 43   |
| 6.  | KHL Medveščak II  | 28 | 09 | 2   | 3   | 14 | 093:139 | −046  | 34   |
| 7.  | KHL Mladost       | 28 | 07 | 2   | 5   | 14 | 083:110 | −027  | 30   |
| 8.  | HK Vojvodina      | 28 | 02 | 3   | 0   | 23 | 054:156 | −102  | 12   |

Abkürzungen: Sp. = Spiele, S = Siege: 3 Punkte, SNV = Sieg nach Verlängerung oder Penaltyschießen: 2 Punkte, NNV = Niederlagen nach Verlängerung oder Penaltyschießen: 1 Punkt, N = Niederlagen, T = Tore, Diff. = Differenz, Pkt. = Punkte

Erläuterungen: Sieger der Hauptrunde

## Play-offs
| Viertelfinale | Viertelfinale    | Viertelfinale     |   |                   | Halbfinale | Halbfinale | Halbfinale |  |  | Finale | Finale | Finale |
|               |                  |                   |   |                   |            |            |            |  |  |        |        |        |
| 1             | SKHL Roter Stern | 2                 |   |                   |            |            |            |  |  |        |        |        |
| 8             | HK Vojvodina     | 0                 |   |                   |            |            |            |  |  |        |        |        |
| 8             | HK Vojvodina     | 0                 | 1 | SKHL Roter Stern  | 2          |            |            |  |  |        |        |        |
|               |                  |                   | 1 | SKHL Roter Stern  | 2          |            |            |  |  |        |        |        |
|               | 4                | HK Slavija Junior | 0 |                   |            |            |            |  |  |        |        |        |
| 4             | 4                | HK Slavija Junior | 0 | HK Triglav        | 2          |            |            |  |  |        |        |        |
| 4             |                  |                   |   | HK Triglav        | 2          |            |            |  |  |        |        |        |
| 5             | KHL Mladost      | 1                 |   |                   |            |            |            |  |  |        |        |        |
| 5             | KHL Mladost      | 1                 | 1 | SKHL Roter Stern  | 2          |            |            |  |  |        |        |        |
|               |                  |                   |   | SKHL Roter Stern  | 2          |            |            |  |  |        |        |        |
|               | 2                | HK Triglav        | 0 |                   |            |            |            |  |  |        |        |        |
| 2             | 2                | HK Triglav        | 0 | KHL Zagreb        | 2          |            |            |  |  |        |        |        |
| 2             |                  |                   |   | KHL Zagreb        | 2          |            |            |  |  |        |        |        |
| 7             | KHL Medveščak II | 0                 |   |                   |            |            |            |  |  |        |        |        |
| 7             | KHL Medveščak II | 0                 | 2 | HK Triglav        | 2          |            |            |  |  |        |        |        |
|               |                  |                   | 2 | HK Triglav        | 2          |            |            |  |  |        |        |        |
|               | 3                | KHL Zagreb        | 0 |                   |            |            |            |  |  |        |        |        |
| 3             | 3                | KHL Zagreb        | 0 | HK Slavija Junior | 2          |            |            |  |  |        |        |        |
| 3             |                  |                   |   | HK Slavija Junior | 2          |            |            |  |  |        |        |        |
| 6             | HK ECE Celje     | 1                 |   |                   |            |            |            |  |  |        |        |        |

|                   | Serie |                  | 1                                 | 2                                 | 3                                  |
| ----------------- | ----- | ---------------- | --------------------------------- | --------------------------------- | ---------------------------------- |
| SKHL Roter Stern  | 2:0   | HK Vojvodina     | 2. März 2019 7:1 (1:0, 5:0, 1:1)  | 6. März 2019 8:2 (1:0, 3:0, 4:2)  | −                                  |
| HK Triglav        | 2:1   | KHL Mladost      | 9. März 2019 4:2 (1:0, 1:1, 2:1)  | 13. März 2019 1:3 (0:0, 0:1, 1:2) | 16. März 2019 13:2 (4:0, 3:2, 6:0) |
| KHL Zagreb        | 2:0   | KHL Medveščak II | 12. März 2019 6:4 (1:2, 1:0, 4:2) | 14. März 2019 9:1 (4:1, 2:0, 3:1) | −                                  |
| HK Slavija Junior | 2:1   | HK ECE Celje     | 10. März 2019 3:5 (1:1, 2:2, 0:2) | 13. März 2019 5:2 (1:1, 2:1, 2:0) | 16. März 2019 7:3 (2:0, 3:2, 2:1)  |

### Halbfinale
Die Halbfinalspiele wurden im Modus Best-of-Three ausgetragen.
|                   | Serie |                  | 20. März 2019       | 23. März 2019       |
| ----------------- | ----- | ---------------- | ------------------- | ------------------- |
| HK Triglav        | 2:0   | KHL Zagreb       | 5:3 (2:1, 3:1, 0:1) | 0:9 (0:4, 0:2, 0:3) |
| HK Slavija Junior | 0:2   | SKHL Roter Stern | 1:8 (1:4, 0:3, 0:1) | 4:2 (0:0, 1:1, 3:1) |

### Finale
Das Finale wurde im Modus Best-of-Three ausgetragen.
|                  | Serie |            | 30. März 2019      | 3. April 2019      |
| ---------------- | ----- | ---------- | ------------------ | ------------------ |
| SKHL Roter Stern | 2:0   | HK Triglav | 3:1 (1:0,1:0, 1:1) | 4:0 (1:0,2:0, 1:0) |